# Kollegiatstift St. Martin (Heiligenstadt)

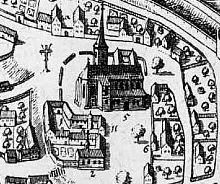
Der Stiftsberg im Jahr 1646 mit dem St.-Martin-Stift (5), der Propstei (6), den Kurien und dem Kurmainzer Oberamt (11)

Das Kollegiatstift St. Martin war ein Kanonikerstift in Heilbad Heiligenstadt in der Kirchenprovinz Mainz. Es bestand bis zum Jahr 1802, als es im Zuge der Säkularisation aufgelöst wurde. Die zugehörige Stiftskirche St. Martin in Heiligenstadt gehört heute zum Kirchenkreis Mühlhausen der Evangelischen Kirche in Mitteldeutschland.

## Geschichte
Die Anfänge kirchlicher Organisation der Mainzer Diözese im Gebiet des mittleren Eichsfeldes reichen in das 8. bis 9. Jahrhundert zurück. Auf einer kleinen Anhöhe, dem späteren Stiftsberg, entstand die erste Kirche. Mit den Reliquien von Sergius und Bacchus (Mitte des 9. Jahrhunderts) und mit den später hinzugekommenen Reliquien des Mainzer Märtyrerbischofs Aureus und seines Diakons Justinus wird aus der ersten Siedlung am Stiftsberg (Zuenchen) die Heilige Stätte, nach weiteren Ansiedlungen schließlich die Stadt Heiligenstadt. Die Gründung des Stifts wird für die Zeit um 960 angenommen, eine Urkunde über die Gründung existiert nicht. Erwähnt wird das Stift erstmals schriftlich im Jahr 1022, als Kaiser Heinrich II. dem Kollegiatstift eine Hufe Landes in Geisleden schenkt. Das Stift mit seiner Kirche war im 10. bis zum 12. Jahrhundert eng mit dem benachbarten Königshof verbunden. Hier weilten nicht nur Könige und Kaiser, in der Kirche wurden auch Bischöfe geweiht.
An der Spitze des Stifts stand ein Propst, der das Stift leitete und die Stiftsgüter verwaltete. Das Siegel einiger Pröpste zeigte die Stadtheiligen Aureus und Justinus, während das Siegel des Stiftkapitels den Heiligen St. Martin zeigte. In späteren Jahrhunderten ging die Leitung auf einen Dekan über. Untergebracht waren die Stiftsherren zunächst gemeinschaftlich, in späteren Jahrhunderten wohnten sie in benachbarten Häusern, den Kurien. Der Stiftsberg bildete mit den angrenzenden Wohnhäusern bis in die Neuzeit einen eigenen Pfarrbezirk.
Bis 1357 war der Hülfensberg im Besitz des Stifts, als Erzbischof Gerlach die Pfarrkirche in Geismar und die Kapelle S. Salvatoris auf dem Hülfensberg dem Kloster Anrode inkorporierte und dem Kloster somit weitere Einnahmen der Wallfahrten sicherte. Im Bauernkrieg lagerten Thomas Müntzer und Heinrich Pfeiffer am 3. Mai 1525 mit ihrem Bauernheer vor den Toren der Stadt Heiligenstadt. Nachdem Müntzer vor der Liebfrauenkirche gepredigt hatte, stürmten Bürger von Heiligenstadt das Stift, zerstörten die Einrichtungen und nahmen die Privilegienbriefe weg.
Das Stift mit seinen Besitzungen und Untergebenen unterstand nicht der örtlichen Rechtsprechung, sondern hatte mit einem Vogt eine eigene Gerichtsbarkeit. Mit der Übernahme des Eichsfeldes durch das Königreich Preußen im Jahr 1803 wurde das Stift aufgelöst und die Besitzungen wurden in preußisches Eigentum überführt.

## Pröpste
- Ordo (1093), als Zeuge genannt[3]

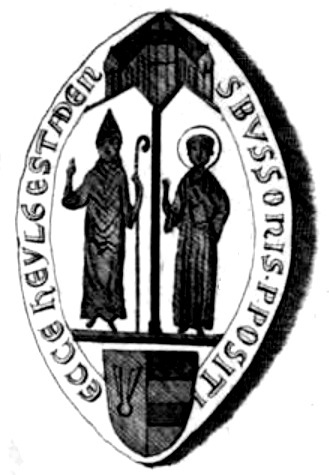
Siegel des Propstes Busso aus dem Jahr 1355

- Gottschalk (1128–1155) mehrfach als Zeuge genannt[4]
- Baldwin, Magister (1163), Bischof Konrad bestätigt die Schenkung von 5 Kirchen an das Stift durch Bischof Ruthard[5]
- Gottfried (etwa 1163–1171)[6]
- Dietrich (1170), beauftragte etwa 1170 Werner von Elmendorf Reimpaare der „Moralis philosophia“ ins Deutsche zu übersetzen[7]
- Gumpert (1209), Zeuge[8]
- Philipp (1223), Zeuge[9]
- Heinrich von Rusteberg (1230–1245)
- Arnold (1263)[2]
- Gunzelin von Beichlingen (1300), ein Bruder von Graf Heinrich von Beichlingen[10]
- Thuringus von Ramstein (1323)[11]
- Busso von Schlotheim (1356), tauscht mit dem Kloster Anrode die Patronatsrechte zu Bickenriede und Wydecheshausen (Werdigeshausen) und einige Hufen Landes und einen Hof in Heuthen[12]
- Dietrich von Hardenberg (1360)[2]
- Arnold von Beveren (um 1375)[13]
- Burghard von Hanstein (1541)[14]
- Georg Doeren (vor 1588)[15]

Das Siegel der Pröpste und der Offiziale zeigte die Heiligen Aureus und Justinus, im Gegensatz zum Siegel des Kapitels, welches den Heiligen St. Martin im Siegel trug.

## Kollegiatschule
Zum Kollegiatstift gehört auch eine Schule, sie war die erste schulische Einrichtung des Eichsfeldes. In ihr wurde hauptsächlich der priesterlichen Nachwuchs ausgebildet, insbesondere die zukünftigen Stiftsherren. Geführt wurde die Schule von einem Scholaster. Durch die Neuordnung des Theologiestudiums im 16. Jahrhundert und nach Errichtung des Jesuitenkollegs im Jahr 1575 in Heiligenstadt sanken die Bedeutung und der Ausbildungsstand der Schule deutlich herab und sie wurde schließlich zu einer Normalschule. Auch die Aufsicht über die Eichsfelder Schulen ging 1778 von den Stiftscholastern auf eine kurfürstliche Schulkommission über. Mit der Aufhebung des Stifts wurde auch die Schule geschlossen.
Bedeutende Schüler waren:
- Werner von Heiligenstadt, Kaplan der Landgräfin Elisabeth von Thüringen (1225)
- M. Reynher von Heiligenstadt, Protonotarius des Landgrafen von Hessen (1304)
- M Johann von Heiligenstadt, Schuldirektor in Mühlhausen (1322)
- Johann Lupi, Stadtschultheiß in Erfurt
- Johann Sperber, Rektor der Hohen Schule in Leipzig (1511)

## Archidiakonat
Um 1100 wurde das Archidiakonat Heiligenstadt gegründet. Die Pröpste des Stifts waren im Allgemeinen auch Archidiakone des jeweiligen Archidiakonats. Sie hatten somit auch Aufgaben in der Rechtsprechung und Verwaltung im Archidiakonat mit etwa 130 Pfarreien. Das Archidiakonat dehnte sich aus von Kirchgandern im Nordwesten, von Brochthausen im Nordosten, Vollenborn im Osten, Wanfried im Süden und dem Hohen Meißner im Westen. Für die Rechtsprechung nach Kanonischen Recht und nach kaiserlichem Recht war ein Offizial zuständig und der das gleiche Siegel wie der Propst benutzte. Für das Land an der Werra war allerdings ein weiterer Offizial mit eigenem Siegel bekannt, so 1382 ein Konrad Byttersole.
Der Sitz oder Sedes der einzelnen Erzpriester waren Beuren, Bischhausen, Duderstadt, Ershausen, Niederhone, Kirchgandern und Kirchworbis, die Sedes Heiligenstadt wurde vom Propst mit übernommen. Benachbarte Archidiakonate befanden sich in Nörten, Jechaburg, Dorla und Fritzlar.
Im Jahr 1276 werden die Klöster des Diakonats Heiligenstadt genannt, die für die Wiederherstellung der Stiftskirche St. Martin spenden sollen: Reifenstein, Beuren, Teistungenburg, Zella, Anrode, Germerode und Witzenhausen. Das Kloster Gerode gehörte damals nicht zum Diakonatsbezirk.
Ab dem 14. Jahrhundert wurde das Amt des Archidiakons zu Gunsten eines neu geschaffenen Kommissarius eingeschränkt. Im 15. Jahrhundert wurde für das gesamte Eichsfeld das Bischöfliche Kommissariat in Heiligenstadt geschaffen. So wurde den Archidiakonen in den Bistümern der Kirchenprovinz Mainz nur noch die niedere Gerichtsbarkeit in Ehesachen und in Sachen zugesprochen, die Kirchen, Investitur und Wucher betrafen, und zwar bis zur Summe von 20 Schillingen.